# Sony Pictures Studios

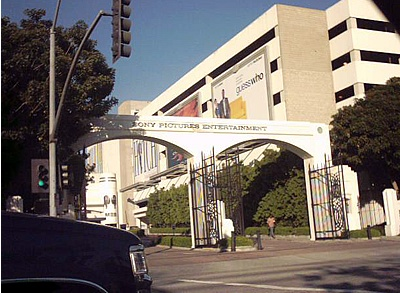
Ingang van de studiofaciliteiten

De Sony Pictures Studios zijn de belangrijkste studiofaciliteiten die de film- en televisieproducenten gebruiken die behoren tot Sony Pictures Entertainment, waaronder Columbia Pictures, TriStar Pictures en Metro-Goldwyn-Mayer vallen. De studio's liggen in Culver City (Californië) ten zuidwesten van Hollywood. Naast de hoofdzakelijke filmactiviteiten worden er ook verschillende televisieprogramma's in de studio's opgenomen, onder andere voor Sony Pictures Television en Screen Gems. Ook de televisieshows Jeopardy! en Wheel of Fortune worden in de studio's opgenomen.
De studio's worden ook wel "het beroemdste filmstudiocomplex uit de filmgeschiedenis" genoemd, voornamelijk omdat er veel bekende films opgenomen zijn in de studiofaciliteiten.
De studiogrond heeft de vorm van een grote, langwerpige driehoek, met aan de top van de driehoek het grote entertainmentcentrum Sony Pictures Plaza.

## Geschiedenis
De studio's werden oorspronkelijk in 1915 opgericht onder de naam Triangle Pictures. Het allereerste gebouw dat gebouwd werd, was het immense Washington Street Colonnades, dat tot op de dag van vandaag aan de Washington Street is gevestigd (hoewel het nu Washington Boulevard is). Het gebouw is een van de herkenbaarste gebouwen uit Culver City. De studio kwam in 1924 in handen van Metro-Goldwyn-Mayer (MGM) en is sindsdien nooit meer verdwenen uit de Hollywood-geschiedenis. De studio's stonden vanaf toen bekend als de MGM Studios. Veel films zijn in deze studiofaciliteiten opgenomen, waaronder The Wizard of Oz uit 1939. Het beroemde Yellow Brick Road (het gele, bakstenen pad dat Dorothy moest volgen) bestaat nog steeds en ligt in Stage 27.
Door de jaren heen hebben een paar van Hollywoods grootste sterren onder contract gestaan bij MGM en hebben in de MGM Studios films opgenomen, onder wie Elvis Presley, Clark Gable, Frank Sinatra, Fred Astaire, Gene Kelly, Elizabeth Taylor, Lucille Ball, Jean Harlow, Laurel en Hardy, Buster Keaton, Greta Garbo, Red Skelton, Bette Davis, Margaret O'Brien, Lana Turner, Joan Crawford, Lionel Barrymore, Paul Newman, Kathryn Grayson, Greer Garson, Katharine Hepburn en Angela Lansbury.
In de gloriedagen werd er een film per week voltooid in de studio's en per jaar ongeveer vijftig. Een van de films die bij de grootste ooit wordt gerekend, Gone with the Wind, is ook in de studio's opgenomen, hoewel niet in de primaire faciliteiten, maar in de Culver Studios. Na de neergang van MGM eind jaren zestig, voornamelijk ingezet door het afschaffen van het studiosysteem, ging het aantal films drastisch omlaag. Er werden steeds meer films gemaakt door andere filmmaatschappijen, wat tot negatieve kritiek leidde op MGM. De studio's kwamen langzaam op een punt terecht waar er alleen maar floppende low-budgetfilms gefilmd werden, wat volgens critici de kwaliteit van de studiofaciliteiten naar beneden haalde.

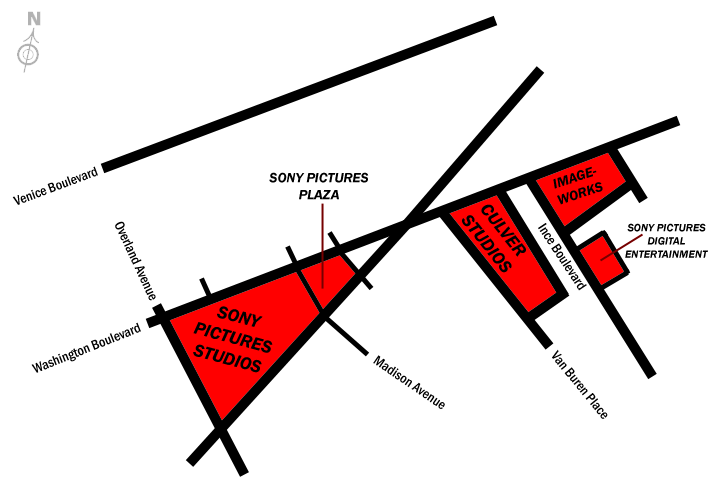
Plattegrond (klik voor grotere afbeelding)

Nadat het verliesmakende MGM overgenomen was door de miljardair Kirk Kerkorian, werden de studiofaciliteiten in 1969 verkocht. Kerkorian had MGM alleen overgenomen voor de roemruchtige naam. Hij wilde met de beoogde winsten uit MGM een hotel- en casino-imperium uitbouwen, waaronder tegenwoordig de MGM Grand en MGM Mirage behoren. In 1986 werd uiteindelijk definitief het MGM-logo bij de ingang van de studio's verwijderd en de studio's werden het nieuwe onderkomen van Lorimar Telepictures en hernoemd naar Lorimar Studios. Het hoofdkantoor van MGM verhuisde eerst naar het vierhoekige plaza boven de studio's (het huidige Sony Pictures Plaza), maar al snel verdween MGM helemaal uit Culver City toen het hoofdkantoor wederom verplaatst werd naar een wolkenkrabber (MGM Tower) in Century City te Los Angeles, binnen een straal van 1 km van waar de hoofdfaciliteiten van concurrent 20th Century Fox gevestigd waren.
Warner Bros. Entertainment nam in 1990 Lorimar Pictures over en verkocht de studio's door aan Sony, omdat Warner vond dat het in bezit hebben van twee studiocomplexen totaal overbodig was (de eigen Warner Brothers Studios en de Lorimar Studios er ook nog eens bij). Sony doopte meteen na de overname de studio's om tot Sony Pictures Studios, om de connectie met het Lorimar-verleden ongedaan te maken. In de periode 1994-2000 investeerde Sony meer dan € 170 miljoen om de studio's weer in oorspronkelijke glorie te herstellen. Tussen 1985 en 1994 werd zo roekeloos omgegaan met de studio's, dat geen enkele vorm van onderhoud in die periode werd uitgevoerd. Dit is mede te wijten aan de depressie die de filmindustrie toen doormaakte.
Bij de renovatie werden alle gebouwen opnieuw geschilderd en kregen de faciliteiten de namen van beroemdheden die er films hebben opgenomen (zo is er nu een "Clark Gable Stage" en een "Burt Lancaster Stage"). De vestigingswal om het complex heen werd opnieuw opgebouwd en de oorspronkelijke ijzeren poort bij de Washington Street Colonnades werd weer in ere hersteld. Aan de straatkant werden er art-deco-versieringen op de muur gemaakt en Sony huurde professionele kunstenaars in om authentieke filmposters te schilderen op de buitenmuren.
Tegenwoordig draait de studio weer op volle toeren en worden de faciliteiten gerekend tot de beste filmstudio's ter wereld. De Sony Pictures Post Production-faciliteiten gelden als de beste in hun soort.
In april 2005 nam Sony de verlieslijdende filmmaatschappij MGM (en zus UA) over van Kirk Kerkorian. Het is dan ook ironisch dat MGM na bijna 20 jaar afwezigheid weer de Culver City-studiofaciliteiten kan betrekken om films te maken. Het hoofdkantoor van MGM/UA blijft echter wel gevestigd in de MGM Tower in Century City.

### Culver Studios
Een andere beroemde Hollywood-filmstudio, Culver Studios, is van 1991 tot en met 2004 ook onderdeel geweest van Sony Pictures Studios. Deze studio's liggen aan dezelfde straat waar de Sony Studios aan liggen, maar iets noordelijker, en grenzen dus niet aan de primaire studio's van Sony. Sony verkocht de studio's in 2004 aan PCCP Studio City om de studio-activiteiten te centraliseren. Er worden nog steeds films opgenomen in de studio's sinds de overname.